# پال دایسون
پال دایسون (انگلیسی: Paul Dyson؛ زادهٔ ۲۷ دسامبر ۱۹۵۹) بازیکن فوتبال اهل بریتانیا است.
از باشگاه‌هایی که در آن بازی کرده‌است می‌توان به باشگاه فوتبال استوک سیتی، باشگاه فوتبال وست برومویچ آلبیون، باشگاه فوتبال دارلینگتون، باشگاه فوتبال کرو آلکساندرا، و باشگاه فوتبال کاونتری سیتی اشاره کرد.
وی همچنین در تیم ملی فوتبال زیر ۲۱ سال انگلستان بازی کرده‌است.